# 虞僧诞
虞僧诞（?—?）。会稽郡余姚人，中国南北朝南朝梁国经学家。

## 生平
出自会稽虞氏，任国子监助教，是朝中的大儒，每次讲授《左传》，来听讲的多达数百人。博通义例，当世没有学者比得上他。
当时国子监博士崔灵恩讲授《左传》，作《左氏條義》，遇到疑问，经常询问虞僧诞。而虞僧诞精于杜学，作《申杜难服》以回答崔灵恩
。其学说为世所传。